# Maculagat
Een maculagat is een gat in de gele vlek (macula lutea) in het netvlies. Door een maculagat ontstaan er klachten van wazig zien met het centrale deel van het netvlies. Zodra het gat na verloop van tijd in grootte toeneemt, verschijnt er een zwarte of donkere plek (scotoom) in het centrale deel van het gezichtsveld. Een maculagat veroorzaakt geen klachten in het perifere gezichtsveld.

## Oorzaak
Naarmate men ouder wordt begint het achterste glasvocht in het oog te krimpen waardoor het glasvocht op termijn zijn aanhechtingen bij het netvlies kan loslaten, waardoor een glasvochtloslating ontstaat wat een normaal ouderdomsverschijnsel is. Meestal gebeurt dit zonder problemen, maar soms blijft voor een deel van het glasvocht vastplakken aan het netvlies waarbij een gat in de gele vlek kan ontstaan. 
Als restanten van dit glasvocht blijven plakken op het netvlies door vitreoschisis (het scheuren van het glasvocht), kunnen deze gaan groeien waardoor er een littekenlaagje ontstaat op de gele vlek, wat een epiretinale membraan of macula Pucker wordt genoemd. 

## Stadia van het maculagat
Er zijn vier verschillende stadia waarnaar een maculagat kan worden geclassificeerd:
- Stadium 0 (vitreomaculaire adhesie, VMA): Verhoogd risico op het vormen van een maculagat, bijvoorbeeld doordat er reeds in het ipsilaterale oog een maculagat ontstaan is.
- Stadium 1 (Vitreomaculaire tractie, VMT): Het glasvocht trekt in dit stadium aan het centrale netvlies waardoor er kans op het ontstaan van een maculagat bestaat.
- Stadium 2 (maculagat met VMT): Het maculagat is ontstaan met een diameter van <400 μm.
- Stadium 3 (maculagat zonder VMT): Het maculagat is ontstaan met een diameter van >250 μm
- Stadium 4 (maculagat zonder VMT): Het maculagat is ontstaan met een diameter van >400 μm, vaak meerdere gaten in de macula.

## Behandeling
Behandeling hangt af van de ernst van het maculagat en het beloop van de ziekte. Ook risicofactoren zoals een dreigend maculagat in het tweede oog speelt een rol. De meestvoorkomende behandeling is vitrectomie, waarbij het glasvocht en de bovenste laag van het netvlies, het stratum limitans internum worden verwijderd.

## Pseudogat in de macula
Bij een pseudogat of een lamellair gat is er sprake van een gat in een gedeelte van het netvlies: Vaak is het buitenste deel van het netvlies nog intact (de fotoreceptorlaag). Dit kan leiden tot mild visusverlies in het centrale gezichtsveld met een normale gezichtsscherpte.